# SIC K
SIC K es un canal de televisión temático portugués dedicado al público infantil, perteneciente al grupo de comunicación SIC. Comenzó sus emisiones el 18 de diciembre de 2009 en la plataforma MEO (de Portugal Telecom), resultante del acuerdo entre las dos empresas.
SIC K transmite sus contenidos totalmente en portugués, ya sean nacionales o internacionales (con doblaje).
El 24 de marzo de 2016 SIC K comenzó a emitir en la posición 57 de VODAFONE TV, dejando así de ser un canal exclusivo de MEO.
SIC K se destaca por ser el único canal infantil de una cadena generalista de televisión.

## Historia
- 24 de julio de 2009 - Presentación del canal, resultado del acuerdo entre SIC y Portugal Telecom.
- 18 de diciembre de 2009 - El canal estrella de la plataforma MEO, a las 16:00h, teniendo como primeros programas las series 'Ben 10', 'Sítio do Picapau Amarelo', 'Iron Man', 'O Imparável Mr. Bean', 'Split' y 'Yu-Gi-Oh!'. Los primeros programas de producción propia fueron 'Factor K', con Raquel Strada, 'Leite Night', con Henrique Gil, y 'A Cozinha do Chef André'. Además de la repetición de antiguos programas de producción de SIC, como la novela 'Floribella', el programa 'Salve-se Quem Puder' y la serie 'Uma Aventura'. También el concurso japonés 'Todos ao Molho' pasó por el canal.
- 2010 - Se estrenn los programas de producción propia 'Pronto a Vestir', con Jani Zhao y André Cruz, 'Koisas Kuriosas', con Patrícia Candoso, y 'Fábrika, Ciência a Brincar'. Este año se estrenaron las series 'Stuart Little', 'Wolverin & X-Men', 'Bratz', 'Zorro', 'As Aventuras de Merlin', 'Madisson Online', 'Hello Kitty, e os Seus Amigos', 'Gormiti', 'Bleach', 'Mini-Espiões', 'O Génio Lá de Casa', 'Kong', 'As Conspirações de Roswell', 'Angel’s Friends', 'O Planeta Energia', 'Escola de Estrelas' y 'Horseland'.
- 2011 - Se estrena el programa de producción propia 'Tik Tak', presentado por Marta Gil, y las series 'Smurfs', 'Marsupilami', 'Teo', 'As Aventuras de Jackie Chan' y 'Inspector Gadget'.

2012 - Se estrenan los programas de producción propia 'IK', con Marta Gil, 'Chef André Ajuda-me!', con André Domingos, y 'Põe Física Nisso', presentado por Henrique Gil, y las séries 'Astro Boy', 'Tracey McBean', 'Yakity Yak', 'Ataque Viral', 'Curious George', 'Power Rangers', 'Marta Fala' y 'O Lorde Leão'.
- 2013 - Se estrenan Invizimals, Angel's Friends
- 2014 - Estreno de The Ultimate Spider-Man.
- 2015 - Se estrenan las series Looped, Mónica e Amigos, Sonic Boom y O Gato da Cartola
- 2016 - El 24 de marzo SIC K llega al canal 57 de VODAFONE TV Portugal.

## Programas
- Factor K, presentado por Inês Folque
- IK, presentado por Marta Gil
- Tik Tak, presentado por Marta Gil
- Fábrika, presentado pela Marta Condesso, con la participación de Sofia Teixeira y de Miguel Cardoso
- Põe Fisica Nisso, presentado por Henrique Gil
- Chef André Ajuda-me!, presentado por el Chef André Domingos
- Pop Kids, presentado por Marta Gil
- Leite Night, presentado por Henrique Gil
- Pronto a Vestir, presentado por Jani Zhao y André Cruz
- P.S.I
- Koisas Kuriosas, presentado por Patrícia Candoso
- A Cozinha do Chef André, presentado por el Chef André Domingos

### Próximo
- Clifford, el gran perro rojo (2019)

## Organización

### Dirección
- Directora de Producción: Gabriela Sobral
- Directora de Contenidos: Júlia Pinheiro
- Director General: Luís Marques
- Director de los Canales Temáticos de SIC: Pedro Boucherie Mendes
- Directora de SIC K: Catarina Gil

### Presentadores
- Inês Folque
- Marta Gil
- Jani Zhao
- André Cruz
- Patrícia Candoso
- Henrique Gil
- Chef André Domingos
- Marta Condesso

### Voz en off
- João Manzarra